# Hindu (Hiiumaa)
Hindu (Duits: Hindo) is een plaats in de Estlandse gemeente Hiiumaa, provincie Hiiumaa. De plaats heeft de status van dorp (Estisch: küla).
Hindu lag tot in oktober 2017 in de gemeente Emmaste. In die maand ging de gemeente op in de fusiegemeente Hiiumaa.

## Bevolking
De ontwikkeling van het aantal inwoners blijkt uit het volgende staatje:
| Jaar            | 2000 | 2011 | 2017 | 2019 | 2021 |
| --------------- | ---- | ---- | ---- | ---- | ---- |
| Aantal inwoners | 72   | 68   | 42   | 31   | 75   |

## Geografie
Hindu ligt aan de zuidwestkust van het eiland Hiiumaa, direct aan de Oostzee. De plaats is het eindpunt van de tertiaire weg Kõrvalmaantee 12132, die begint in Emmaste.
Hindu heeft een vuurtoren, die echter vernoemd is naar het buurdorp Sõru: de Sõru ülemine tuletorn (‘Bovenste vuurtoren van Sõru’). In Sõru zelf staat een lichtbaken, het Sõru alumine tulepaak
(‘Onderste lichtbaken van Sõru’).

## Geschiedenis
Hindu werd in 1564 voor het eerst genoemd als Laße Hint, een boerderij op het landgoed van van Großenhof (Suuremõisa). In 1565 heette de boerderij Hinrich Larson of Sörro Hinto Hannuß. Vanaf 1796 lag ze op het landgoed van Emmast (Emmaste). In 1832 werd Hindu onder de naam Hindo genoemd als dorp.
Tussen 1977 en 1997 maakte Hindu deel uit van het buurdorp Sõru.
Volgens het Dictionary of Estonian Place names is de naam van het dorp afgeleid van de voornaam Hint, die in de 16e en 17e eeuw op Hiiumaa voorkwam.